# Bourscheid
Bourscheid é uma comuna do Luxemburgo pertencente ao distrito de Diekirch e ao cantão de Diekirch.

## Demografia
Dados do censo de 15 de fevereiro de 2001:
- população total: 1.130
  - homens: 568
  - mulheres: 562
- densidade: 30,66 hab./km²
- distribuição por nacionalidade:

| Nacionalidade  | População | %      |
| -------------- | --------- | ------ |
| luxemburgueses | 928       | 82,12% |
| estrangeiros   | 202       | 17,88% |
| - portugueses  | 50        | 4,42%  |
| - franceses    | 24        | 2,12%  |
| - italianos    | 5         | 0,44%  |
| - belgas       | 49        | 4,34%  |
| - alemães      | 15        | 1,33%  |
| - iuguslavos   | 11        | 0,97%  |
| - outros       | 48        | 4,25%  |

- Crescimento populacional:

| Ano        | População |
| ---------- | --------- |
| 15/02/2001 | 1.130     |
| 01/01/2002 | 1.230     |
| 01/01/2003 | 1.200     |
| 01/01/2004 | 1.203     |
| 01/01/2005 | 1.231     |